# Fülek–Somoskőújfalu-vasútvonal
A Fülek-Somoskőújfalu vasútvonal egy nemzetközi vasútvonal Fülek és Somoskőújfalu között. A szlovák vasúthálózaton a 164-es számot viseli. Egyvágányú, villamosítatlan, 2011 óta személyforgalom nincs rajta.

## Története
1871-ben átadásra került Salgótarján–Somoskőújfalu szakasz, a Budapest-Hatvan–Salgótarján-Zólyom-Ruttka vasútvonal részeként. Ezután a MÁV folytatta az építkezést egészen Losoncig, majd Zólyomig. Elsőrendű fővonalként épült meg, két vágánnyal.
A trianoni békeszerződés 1920-ban kettévágta a vasútvonalat. Mivel az államhatár 1919-1924 között Somoskőújfalu és Salgótarján között létesült, ezért Salgótarján határállomás lett. 1924-ben Somoskőújfalu a vasútállomásával újra Magyarország része lett, így ez lett az új határállomás. Az első bécsi döntésnek köszönhetően a vasútvonalon északabbra tolódott az országhatár, egészen Losoncig (Lučenec), így a vonal ismét teljes egészében magyar területre került.
A második világháború vége a vonal egyik vesztét jelentette hiszen a kétvágányú vonalat teljesen megsemmisítették a visszavonuló németek. A Magyarországra érkező szovjet hadsereg begyűjtve a falvak lakosságát velük újíttatta fel a vasútvonalat teljes hosszában, de Selyptől már csak egy vágányt hagytak meg. A határ szlovák oldalán fejlesztették a vasútvonalat Zólyomig (Zvolen), ugyanis Kassa (Košice) felé jó fővonali eljutást biztosít. Így Füleknél csatlakozott egymáshoz két egykor eltérő számozású vasútvonal, már egy fővonalat alkot a mai napig. Zólyomban a 60'-as évek elején megépült az új személypályaudvar.
A szocializmus újjáépítő mozgalma hozta a ma is ismert kocka formájú épületeket. Eltűntek a monarchia korában épített szép épületek, emléküket már csak képek őrzik. Béna és Ragyolc vasúti megállóhelye ebben az időszakban létesült. Ekkoriban még nemzetközi gyorsvonatok is közlekedtek a vonalon.
A személyforgalom 2011-ben szűnt meg teljesen, a vonalon jelenleg csak teherforgalom van.